# 乃木駅
乃木駅（のぎえき）は、島根県松江市浜乃木二丁目にある、西日本旅客鉄道（JR西日本）山陰本線の駅である。

## 歴史
- 1937年（昭和12年）4月10日：鉄道省山陰本線松江駅 - 湯町駅（現・玉造温泉駅）間に新設[1]。旅客営業のみ[1]。
- 1985年（昭和60年）3月14日：荷物扱い廃止[1]。
- 1987年（昭和62年）4月1日：国鉄分割民営化に伴い、JR西日本の駅となる[1]。
- 2016年（平成28年）12月17日：ICカード「ICOCA」の利用が可能となる[2][広報 1]。ICカード専用簡易改札機で対応。
- 2022年（令和4年）4月1日：無人駅化[3][4]。

## 駅構造
相対式ホーム2面2線を有する列車交換可能な地上駅。1線スルー構造である。木造駅舎を備える。駅舎は1番のりば側にあり、両ホームは跨線橋で連絡している。
無人駅。駅舎内には自動券売機が設置されている。

### のりば
| のりば | 路線     | 方向 | 行先             |
| ------ | -------- | ---- | ---------------- |
| 1・2   | 山陰本線 | 下り | 出雲市・江津方面 |
| 1・2   | 山陰本線 | 上り | 松江・米子方面   |

付記事項
- 1番のりばを上下本線、2番のりばを上下副本線とした1線スルーとなっているため、通過列車及び行違いを行わない停車列車は上下線共に1番のりばを通る。
- 反対方向からの通過列車と行違いを行う停車列車は、上下線共に2番のりばに停車する。
- 停車列車同士の行違いの場合は、下りが1番のりば、上りが2番のりばに入る。
- なお、列車運転指令上では2番のりばの方が「1番線」とされており、旅客案内上ののりば番号表記とは逆となっている。

## 利用状況
2022年度の1日平均乗車人員は838人である。2004年度は801人、1994年度は996人、1984年度は932人だった。
近年の1日平均乗車人員の推移は以下の通り。
| 乗車人員推移 | 乗車人員推移 |
| 年度         | 1日平均人数  |
| ------------ | ------------ |
| 1999         | 890          |
| 2000         | 889          |
| 2001         | 826          |
| 2002         | 798          |
| 2003         | 815          |
| 2004         | 801          |
| 2005         | 807          |
| 2006         | 757          |
| 2007         | 750          |
| 2008         | 767          |
| 2009         | 789          |
| 2010         | 809          |
| 2011         | 825          |
| 2012         | 837          |
| 2013         | 879          |
| 2014         | 854          |
| 2015         | 882          |
| 2016         | 874          |
| 2017         | 918          |
| 2018         | 940          |
| 2019         | 918          |
| 2020         | 816          |
| 2021         | 835          |
| 2022         | 838          |

## 駅周辺
- 島根県立松江農林高等学校
- 松江西高等学校
- 松徳学院中学校・高等学校
- 松江市立乃木小学校
- 松江市立病院
- 松江浜乃木郵便局
- 松江浜乃木自動車学校
- パナソニックキャパシタ事業部
- 宍道湖
- フーズマーケットホック 乃木店

## バス路線
- 一畑バス - 玉造温泉、松江駅方面
- 松江市営バス - 南循環線、松江市立病院、松江駅方面
- 忌部コミュニティバス
- 雲南市民バス - 出雲大東駅方面

## その他
- 国鉄時代の1980年3月に、国鉄史上初の女性駅長が当駅で誕生している。
- 以前シャミネ大橋があった。テナントはうどん店。

## 隣の駅
西日本旅客鉄道（JR西日本）
 山陰本線
■快速（上りのみ運転）
松江駅 ← 乃木駅 ← 宍道駅
■普通
松江駅 - 乃木駅 - 玉造温泉駅

#### 広報資料・プレスリリース等1次資料
1. ↑  山陰線（出雲市～伯耆大山駅間）、伯備線（根雨駅、生山駅、新見駅）ICOCAご利用開始日・自動改札機ご利用開始日決定! - 西日本旅客鉄道（2016年10月18日付）

#### 統計資料
1. ↑  “島根県統計書”. しまね統計情報データベース.   島根県政策企画局. 2025年2月4日閲覧。